# Хенераль-Гидо (муниципалитет)
Муниципалитет Хенераль-Гидо  (исп. Partido de General Guido) — муниципалитет в Аргентине в составе провинции Буэнос-Айрес.
Территория — 2340 км². Население — 2816 человек. Плотность населения — 1,20 чел./км².
Административный центр — Хенераль-Гидо.

## География
Муниципалитет расположен на востоке провинции Буэнос-Айрес.
Муниципалитет граничит:
- на северо-западе — c муниципалитетом Пила
- на северо-востоке — с муниципалитетом Долорес
- на юго-востоке — с муниципалитетом Майпу
- на юго-западе — с муниципалитетом Аякучо

## Важнейшие населенные пункты[2]
| № | Населённый пункт | Населённый пункт (исп.) | Категория | Население чел. (2010) | На карте                        |
| - | ---------------- | ----------------------- | --------- | --------------------- | ------------------------------- |
| 1 | Хенераль-Гидо    | General Guido           | поселок   | 1291                  | 36°38′26″ ю. ш. 57°47′33″ з. д. |
| 2 | Лабарден         | Labardén                | поселок   | 799                   | 36°56′52″ ю. ш. 58°06′12″ з. д. |